# DP World Tour 2023
 (novembre 2024).
Si vous disposez d'ouvrages ou d'articles de référence ou si vous connaissez des sites web de qualité traitant du thème abordé ici, merci de compléter l'article en donnant les références utiles à sa vérifiabilité et en les liant à la section « Notes et références ».
Le DP World Tour 2023 fut la 52e saison du Tour Européen, le principal championnat de golf en Europe depuis sa création en 1972. C'est la seconde saison où le tour est sponsorisé par DP World.
Il se déroule sur l'année 2023, entre novembre 2022 et  novembre 2023. La saison, organisé par la PGA européenne, est rythmée par la tenue de quarante-quatre tournois dont la plupart des tournois se tiennent en Europe. La saison s'articule autour des quatre tournois majeurs inscrits également au circuit de la PGA que sont le Masters, l'Open américain, l'Open britannique et le Championnat de la PGA. Enfin, elle également marquée par les Rolex Series, série de tournois intégrés au calendrier, moins prestigieux que les tournois majeurs, à l'issue de laquelle des dotations financières plus importantes sont attribuées.
Ce circuit est considéré comme un tremplin pour accéder au circuit de la PGA.

## Déroulement de la saison
Pour l'organisation de cette cinquante-deuxième édition, la majorité des tournois se disputent en Europe, toutefois de nombreux tournois sont hors d'Europe en lien avec d'autres circuits pour solidifier les passerelles entre les différents circuits que sont le circuit de la PGA, circuit australasien de la PGA, le circuit d'Afrique australe nommé « Sunshine Tour », le circuit indien, le circuit coréen, le circuit japonais et le circuit chinois, le tout réparti en différentes phases géographiques. Le plateau est composé de golfeurs autant européens que non-européens. Le saison débute par le « Australian PGA Championship » remporté par l'Australien Min Woo Lee.
À l'issue de la saison, à la suite des accords signés avec le PGA Tour, les dix premiers au classement du DP World Tour 2023 sont automatiquement intégrés pour la saison sur le circuit de la PGA 2024.

## Tournois
| Date       | Tournament                               | Catégorie               | Vainqueur           | Gains totaux | OWGR points |
| ---------- | ---------------------------------------- | ----------------------- | ------------------- | ------------ | ----------- |
| 27/11/2022 | Fortinet Australian PGA Championship     |                         | Cameron Smith       | 2 000 000 A$ | 10,06       |
| 27/11/2022 | Joburg Open                              |                         | Dan Bradbury        | 17 500 000 R | 9,24        |
| 04/12/2022 | ISPS Handa Australian Open               | Nouveau tournoi         | Adrian Meronk       | 1 700 000 A$ | 10,26       |
| 04/12/2022 | Investec South African Open Championship |                         | Thriston Lawrence   | 1 500 000 $  | 12,12       |
| 11/12/2022 | Alfred Dunhill Championship              |                         | Ockie Strydom       | 1 500 000 $  | 14,59       |
| 18/12/2022 | AfrAsia Bank Mauritius Open              |                         | Antoine Rozner      | 1 000 000 $  | 8,60        |
| 22/01/2023 | Dubai Invitational                       | Rolex Series            | Victor Perez        | 9 000 000 $  | 25,94       |
| 30/01/2023 | Hero Dubai Desert Classic                | Rolex Series            | Rory McIlroy        | 9 000 000 $  | 29,49       |
| 05/02/2023 | Ras Al Khaimah Championship              |                         | Daniel Gavins       | 2 000 000 $  | 17,53       |
| 12/02/2023 | Singapore Classic                        | Nouveau tournoi         | Ockie Strydom       | 2 000 000 $  | 16,49       |
| 19/02/2023 | Thailand Classic                         |                         | Thorbjørn Olesen    | 2 000 000 $  | 15,97       |
| 26/02/2023 | Hero Indian Open                         |                         | Marcel Siem         | 2,000,000 $  | 9,29        |
| 12/03/2023 | Magical Kenya Open                       |                         | Jorge Campillo      | 2 000 000 $  | 14,34       |
| 19/03/2023 | SDC Championship                         | Nouveau tournoi         | Matthew Baldwin     | 1 500 000 $  | 14,81       |
| 26/03/2023 | Jonsson Workwear Open                    | Nouveau tournoi         | Nick Bachem         | 1,500,000 $  | 13.85       |
| 26/03/2023 | 2023 WGC-Dell Technologies               | World Golf Championship | Sam Burns           | 20 000 000 $ | 52,41       |
| 09/04/2023 | The Masters                              | Tournoi Majeur          | Jon Rahm            | 18 000 000 $ | 100         |
| 23/04/2023 | ISPS Handa Championship                  | Nouveau tournoi         | Lucas Herbert       | 2 000 000 $  | 19,22       |
| 30/04/2023 | Korea Championship                       | Nouveau tournoi         | Pablo Larrazábal    | 2 000 000 $  | 17,05       |
| 07/05/2023 | DS Automobile Italian Open               |                         | Adrian Meronk       | 3 250 000 $  | 20,48       |
| 14/05/2023 | Soudal Open                              |                         | Simon Forsström     | 2 000 000 $  | 15,24       |
| 21/05/2023 | Championnat de la PGA                    | Tournoi Majeur          | Brooks Koepka       | 17 500 000 $ | 100         |
| 28/05/2023 | KLM Open                                 |                         | Pablo Larrazábal    | 2 000 000 $  | 18,57       |
| 04/06/2023 | Porsche European Open                    |                         | Tom McKibbin        | 2 000 000 $  | 18,10       |
| 11/06/2023 | Volvo Car Scandinavian Mixed             | Tournoi mixte           | Dale Whitnell       | 2 000 000 $  | 12,25       |
| 18/06/2023 | US Open                                  | Tournoi majeur          | Wyndham Clark       | 20 000 000 $ | 100         |
| 25/06/2023 | BMW International Open                   |                         | Thriston Lawrence   | 2 000 000 $  | 16,77       |
| 02/07/2023 | Betfred British Masters                  |                         | Daniel Hillier      | 3 500 000 $  | 20,55       |
| 09/07/2023 | Made In Himmerland                       |                         | Rasmus Højgaard     | 3 250 000 $  | 16,53       |
| 16/07/2023 | Genesis Scottish Open                    | Rolex Series            | Rory McIlroy        | 9 000 000 $  | 62,26       |
| 16/07/2023 | Barbasol Championship                    |                         | Vincent Norrman     | 3 800 000 $  | 15,95       |
| 23/07/2023 | The Open Championship                    | Tournoi Majeur          | Brian Harman        | 16 500 000 $ | 100         |
| 23/07/2023 | Barracuda Championship                   |                         | Akshay Bhatia       | 3 800 000 $  | 23,76       |
| 20/08/2023 | ISPS Handa Championship                  |                         | Dan Brown           | 1 500 000 $  | 11,23       |
| 27/08/2023 | D+D Real Czech Masters                   |                         | Todd Clements       | 2 000 000 $  | 20,09       |
| 03/09/2023 | Omega European Masters                   |                         | Ludvig Åberg        | 2,500,000 $  | 22,74       |
| 10/09/2023 | Horizon Irish Open                       |                         | Vincent Norrman     | 6 000 000 $  | 30,10       |
| 17/09/2023 | BMW PGA Championship                     | Rolex Series            | Ryan Fox            | 9 000 000 $  | 39,10       |
| 24/09/2023 | Cazoo Open de France                     |                         | Ryo Hisatsune       | 3 250 000 $  | 20,71       |
| 09/10/2023 | Alfred Dunhill Links Championship        |                         | Matthew Fitzpatrick | 5 000 000 $  | 26,05       |
| 15/10/2023 | Acciona Open de España                   |                         | Matthieu Pavon      | 3 250 000 $  | 21,37       |
| 22/10/2023 | Estrella Damm Andalucía Masters          |                         | Adrian Meronk       | 3 750 000 $  | 21,14       |
| 29/10/2023 | Commercial Bank Qatar Masters            |                         | Sami Välimäki       | 3 750 000 $  | 18,11       |
| 12/11/2023 | Nedbank Golf Challenge                   |                         | Max Homa            | 6 000 000 $  | 19,44       |
| 19/11/2023 | DP World Tour Championship               |                         | Nicolai Højgaard    | 10 000 000 $ | 27,72       |

## Classement Saison 2023
| 1  | McIlroy     | CUT 0    | T7 275  | 2nd 1113 | T6 325  | 3rd 500 | •        | 1st 1335 | 1st 1335 | T7 206   | T22 131  |         |         |         |         |        |         |       |         | 5,296 | 10 | 7.5 | 2.0 |
| 2  | N. Højgaard | •        | T50 45  | •        | T23 98  | •       | T10 132  | T38 50   | T6 212   | T64 20   | 1st 2000 | T10 33  | T5 98   | T5 152  | 3rd 172 | T5 125 | 2nd 780 |       |         | 3,985 | 17 | 4.4 | 1.2 |
| 3  | Rahm        | 1st 1665 | T50 45  | T10 179  | T2 666  | T31 54  | •        | •        | •        | 4th 400  | T5 429   | T9 73   |         |         |         |        |         |       |         | 3,511 | 8  | 5.3 | 0.7 |
| 4  | Meronk      | CUT 0    | T40 59  | CUT 0    | T23 98  | T17 92  | T10 132  | CUT 0    | CUT 0    | T28 72   | T32 100  | 1st 335 | T4 127  | 1st 710 | T5 98   | T3 130 | 1st 710 |       |         | 2,969 | 24 | 2.4 | 0.6 |
| 5  | Fox         | T26 102  | T23 108 | T43 59   | T52 42  | T17 92  | T65 20   | T20 89   | T12 119  | 1st 1335 | T34 95   | T3 285  | T2 411  |         |         |        |         |       |         | 2,898 | 19 | 3.0 | 0.5 |
| 6  | Hovland     | T7 275   | T2 870  | 19th 123 | T13 151 | T31 54  | •        | •        | T25 73   | 5th 339  | T2 896   |         |         |         |         |        |         |       |         | 2,780 | 8  | 3.8 |     |
| 7  | Perez       | •        | T12 162 | CUT 0    | T41 59  | T31 54  | 1st 1335 | T28 69   | T35 58   | CUT 0    | 8th 300  | T9 75   | T9 83   |         |         |        |         |       |         | 2,406 | 22 | 2.5 |     |
| 8  | Fleetwood   | 33rd 84  | T18 121 | T5 358   | T10 185 | T52 32  | T38 52   | T59 24   | T6 212   | 6th 280  | T2 896   |         |         |         |         |        |         |       |         | 2,356 | 12 | 2.9 |     |
| 9  | Olesen      | •        | CUT 0   | •        | CUT 0   | •       | T20 88   | T16 106  | T25 73   | T33 65   | T26 122  | T4 127  | 1st 460 | T6 90   | 3rd 172 | T10 76 | T9 83   | T9 77 | 3rd 438 | 2,226 | 24 | 1.7 |     |
| 10 | Lee         | CUT 0    | T18 121 | T5 358   | T41 59  | T31 54  | T2 695   | T13 123  | T35 58   | T14 115  | T15 173  | T4 92   | 3rd 125 | T7 139  |         |        |         |       |         | 2,176 | 15 | 2.5 |     |